# Meratusglasögonfågel
Meratusglasögonfågel (Zosterops meratusensis) är en nyligen beskriven fågelart i familjen glasögonfåglar inom ordningen tättingar.

## Utseende och läte
Meratusglasögonfågel är en övervägande olivgrön fågel med mer bjärt gult på strupen, under stjärten och i en strimma mitt på buken. Runt ögat syns en vit ögonring, nedre näbbhalvan är skärorange och mellan dem syns gula och svarta streck. Den delar utbredningsområde med malajglasögonfågel, men denna har grått på buken. Sången består av en kvittrig serie med ljusa toner och lätet ett "zip".

## Utbredning och systematik
Meratusglasögonfågeln förekommer i Meratusbergen på sydöstra Borneo. Den beskrevs som ny art så sent som 2021.

## Levnadssätt
Meratusglasögonfågeln hittas i bergsskogar. Den födosöker i grupper i skogens nedre och mellersta skikt. Fågeln slår ofta följe med kringvandrande artblandade flockar.

## Status
Arten har ett begränsat utbredningsområde, men tros inte vara hotad. IUCN kategoriserar den som livskraftig.